# Bank of Beijing
Bank of Beijing, «Банк Пекина» — китайский коммерческий банк. В списке крупнейших публичных компаний мира Forbes Global 2000 за 2019 год занял 284-е место, в том числе 597-е по выручке, 264-е по чистой прибыли, 94-е по активам и 689-е по рыночной капитализации; из китайских компаний в этом списке занял 43-е место.

## История
Банк был основан в январе 1996 года как холдинговая компания для кредитных обществ Пекина. В 2005 году банк стал совместным предприятием, когда нидерландская финансовая группа ING приобрела в нём 20-процентную долю (за 1,78 млрд юаней). В 2007 году банк разместил свои акции на Шанхайской фондовой бирже. Также в этом году банк купил 50-процентную долю в страховой компании ING Capital Life Insurance.

## Деятельность
Сеть банка насчитывает более 400 отделений. Основным направлением деятельности является корпоративный банкинг, он даёт 65 % выручки, розничный банкинг даёт 19 % выручки, остальное приходится на казначейские и другие финансовые услуги. Крупнейшими акционерами являются Управление по надзору за государственными активами Пекина (13,9 %), ING Group (13,6 %) и частная компания китайского предпринимателя Фу Юня Macro-Link (9,92 %).
|                        | 2012  | 2013  | 2014  | 2015  | 2016  | 2017  | 2018  |
| ---------------------- | ----- | ----- | ----- | ----- | ----- | ----- | ----- |
| Операционная прибыль   | 14,75 | 16,97 | 20,26 | 22,42 | 26,48 | 25,28 | 24,50 |
| Чистая прибыль         | 11,68 | 13,46 | 15,62 | 16,84 | 17,80 | 18,73 | 20,00 |
| Активы                 | 1120  | 1337  | 1525  | 1846  | 2117  | 2330  | 2574  |
| Собственный капитал    | 71,69 | 78,31 | 96,14 | 116,8 | 143,8 | 176,7 | 194,1 |
| Сотрудников, тыс. чел. | 8,259 | 9,193 | 10,40 | 13,78 | 14,53 | 14,68 | 14,76 |